# Valentina Tihomirova
Valentina Nikolajevna Tihomirova (rusko Валентина Николаевна Тихомирова), ruska atletinja, * 28. junij 1941, Makačkala, Sovjetska zveza.
Nastopila je na poletnih olimpijskih igrah v letih 1968 in 1972, ko je osvojila četrto in peto mesto v peteroboju. Na evropskih prvenstvih je osvojila naslov prvakinje leta 1966. Trikrat je postala sovjetska državna prvakinje v tej disciplini.